# 首山区
首山区，中国旧区名。
1978年由辽阳市沙岭、兰家二区合置。在今辽宁省辽阳县。1980年撤销，改设辽阳县。 